# (500285) 2012 PG18
(500285) 2012 PG18 es un asteroide que forma parte del cinturón interior de asteroides, descubierto el 2 de febrero de 2006 por el equipo del Spacewatch desde el Observatorio Nacional de Kitt Peak, Arizona, Estados Unidos.

## Designación y nombre
Designado provisionalmente como 2012 PG18.

## Características orbitales
2012 PG18 está situado a una distancia media del Sol de 1,881 ua, pudiendo alejarse hasta 2,023 ua y acercarse hasta 1,740 ua. Su excentricidad es 0,075 y la inclinación orbital 22,86 grados. Emplea 942,902 días en completar una órbita alrededor del Sol.

## Características físicas
La magnitud absoluta de 2012 PG18 es 18.